# حواصیل دماغه سبز
حَواصیل دماغهٔ سبز یا حواصیل بورن (انگلیسی: Bourne's heron) زیرگونه‌ای از پرنده‌ای به نام حواصیل ارغوانی است. حواصیل دماغه سبز بومزاد مجمع‌الجزایر دماغه سبز در اقیانوس اطلس روبه‌روی غرب آفریقا است. این پرنده در حال انقراض است.